# 485 هـ
485 هـ هي سنة في التقويم الهجري امتدت مقابلةً في التقويم الميلادي بين سنتي 1092 و1093.

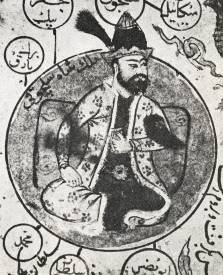
جلال الدولة ملك شاه

## وفيات
- القادر بن ذي النون

- جلال الدولة ملك شاه - سلطان سلجوقي حكم العراق والشام والجزيرة وفارس وبلاد ما وراء النهر.
- نظام الملك